# Хундадзе, Силован Фомич
Силован Фомич Хундадзе (груз. სილოვან ხუნდაძე, 4 [16] апреля 1860, Калагони, Озургетский уезд, Кутаисская губерния — 12 мая 1928, Кутаиси) — учитель грузинского языка, один из основоположников нового грузинского литературного языка, писатель и публицист. Отец родоначальницы детской психологии в Грузии профессора Пати Хундадзе (1895—1978).

## Биография
Родился в семье священника Фомы Хундадзе. Был младшим братом хранителя грузинских церковных песнопений протоиерея Раждена Хундадзе (1845—1929).
В 1871—1880 годах учился в Кутаисской классической гимназии. Старшеклассником, в 1879—1880 годах, редактировал четыре номера рукописного журнала гимназистов «Родина» («სამშობლოს»).
С 1880 по 1884 год учился на факультете восточных языков Петербургского университета. Здесь он слушал лекции выдающихся ученых: Пётра Ернштедта, Тадеуша Зелинского, Давида Чубинашвили, Александра Цагарели и других.
Ещё будучи студентом университета, в 12-м номере журнала «Иверия» за 1882 г. он опубликовал свой первый заметный труд «Исторический диалект в стихах Григола Орбелиани».
Вернувшись на родину из Петербурга осенью 1884 года, Силован Хундадзе начал педагогическую и общественную деятельность. До 1888 года он преподавал в грузинском Сенакском благородном училище Общества по распространению грамотности среди грузин. В 1888 году он был назначен учителем грузинского языка и литературы в Кутаисской грузинской дворянской школе. После этого вся его жизнь была связана с Кутаиси.
В 1900 году под руководством Иосифа Оцхели и Силована Хундадзе и при поддержке правления Общества распространения грамотности среди грузин на базе школы стало возможным организовать Кутаисскую грузинскую дворянскую гимназию. Преподавал в гимназии и был её инспектором. В 1914 году из-за конфликта с инспектором Кавказского учебного округа Корицким, проверявшим гимназию, был уволен. Вернулся к преподаванию в 1916 году, а после кончины Оцхели (1919) возглавил гимназию и руководил ею до 1923 года.
Был видным деятелем грузинского национально-освободительного движения. С 1892 по 1893 год он был активным сторонником Лиги свободы Грузии, а с 1900 года (с момента создания) членом Грузинской социал-федералистской партии и одним из руководителей кутаисского отделения этой партии.
После советизации Грузии (1921) занимал антисоветские позиции.
Похоронен в Кутаиси.